# Élections générales péruviennes de 2006
Les élections générales du Pérou qui ont eu lieu le 9 avril 2006 ont désigné les personnes qui vont exercer les mandats suivants :
- le président de la République
- les deux vice-présidents
- cinq représentants au Parlement andin
- 10 suppléants au Parlement andin
- 120 représentants au Congrès de la République

pour la période 2006-2011 dans l’ensemble du Pérou.
Aucun candidat à la présidence n’ayant obtenu plus de 50 % des votes requis au premier tour, un second tour a eu lieu le 4 juin 2006.

## Système électoral des législatives
Le Congrès de la République est un parlement unicaméral doté de 130 sièges pourvus pour cinq ans au scrutin proportionnel plurinominal dans 25 circonscription électoraleplurinominales. Les sièges sont répartis selon la méthode d'Hondt au quotient simple, sans seuil électoral. Les électeurs ont également la possibilité d'effectuer jusqu'à deux votes préférentiels pour des candidats de la liste choisie afin de faire monter leurs places dans celle-ci,,.
Le vote est obligatoire de 18 à 70 ans. Les élections ont traditionnellement lieu en avril pour une mise en place de la nouvelle législature en juillet.

## Convocation
Le 8 décembre 2005, les électeurs de 2006 ont été convoquées par le président Alejandro Toledo, afin d’élire son successeur pour la période 2006-2011.
Le 9 janvier 2006, lors d’une cérémonie au Palais du Gouvernement, il a demandé aux autorités et aux organismes étrangers d’observer les élections pour qu’elles soient propres et transparentes. L'OEA, l'Union européenne et des organismes indépendants ont envoyé des observateurs.
Le président Toledo (dont le parti politique est Perú Posible) ne pouvait pas participer à ces élections car un amendement constitutionnel de 2001 interdit la réélection immédiate d’un président sortant.

## Candidatures
24 candidatures à la Présidence du Pérou ont été présentées, c’est le plus grand nombre de candidats de l’histoire du Pérou. Seuls 20 sont restés en campagne après une invalidation (l’ancien président Alberto Fujimori) et trois retraits : Rafael Belaúnde Aubry (Perú Posible), Fernando Olivera Vega (FIM) et Marco Antonio Arrunátegui ( ).
| Groupe politique       | Groupe politique | Candidats         | Candidats           | Candidats          |
| Nom                    | Type             | Présidence        | 1re vice-présidence | 2e vice-présidence |
| ---------------------- | ---------------- | ----------------- | ------------------- | ------------------ |
| Union pour le Pérou    | parti            | Ollanta Humala    | Gonzalo García      | Carlos Torres Caro |
| Parti de l'APRA        | parti            | Alan García       | Luis Giampietri     | Lourdes Mendoza    |
| Unité Nationale        | coalition        | Lourdes Flores    | Arturo Woodman      | Luis Carpio        |
| Alliance pour l'avenir | coalition        | Martha Chávez     | Santiago Fujimori   | Rolando Souza      |
| Front du centre        | coalition        | Valentín Paniagua | Alberto Andrade     | Gonzalo Aguirre    |
| Restauration Nationale | parti            | Humberto Lay Sun  | Máximo San Román    | María De la Puente |

## Électeurs
Note : les citoyens péruviens résidant à l’étranger et rattachés à un consulat, ainsi que les 140 000 militaires et policiers (Police Nationale), ont été  appelés à voter.

## Résultats

### Premier tour
Le premier tour des élections a eu lieu le 9 avril 2006.
| Ollanta Humala Tasso - PNP         | 3 758 258  | 30,616 % | 25,685 %  |
| Alan García Pérez - APRA           | 2 985 858  | 24,324 % | 20,406 %  |
| Lourdes Flores - PPC               | 2 923 280  | 23,814 % | 19,979 %  |
| Martha Chávez Cossio - Sí Cumple   | 912 420    | 7,433 %  | 6,236 %   |
| Valentín Paniagua Corazao - AP     | 706 156    | 5,753 %  | 4,826 %   |
| Humberto Lay Sun - RN              | 537 564    | 4,379 %  | 3,674 %   |
| Susana Villarán - CD               | 76 106     | 0,620 %  | 0,520 %   |
| Jaime Salinas - JN                 | 65 636     | 0,535 %  | 0,449 %   |
| Javier Diez Canseco - PS           | 60 955     | 0,497 %  | 0,417 %   |
| Natale Amprimo - APP               | 49 332     | 0,402 %  | 0,337 %   |
| Pedro Koechlin von Stein - CFP     | 38 212     | 0,311 %  | 0,261 %   |
| Alberto Moreno - MNI               | 33 918     | 0,276 %  | 0,232 %   |
| Alberto Borea - FD                 | 24 584     | 0,200 %  | 0,168 %   |
| Ulises Humala - Avanza País        | 24 518     | 0,200 %  | 0,168 %   |
| Ciro Gálvez - RA                   | 22 892     | 0,186 %  | 0,156 %   |
| Javier Espinoza - Progresemos Perú | 13 956     | 0,114 %  | 0,095 %   |
| José Cardó Guarderas - RD          | 11 925     | 0,097 %  | 0,081 %   |
| Ántero Asto - RP                   | 10 857     | 0,088 %  | 0,074 %   |
| Ricardo Wong - Y se llama Perú     | 10 539     | 0,086 %  | 0,072 %   |
| Luis Guerrero - PA                 | 8 410      | 0,069 %  | 0,057 %   |
| Total des votes valides            | 12 275 385 | 100,000% | 83,894 %  |
| votes blancs                       | 1 737 045  | –        | 11,872 %  |
| votes nuls                         | 619.573    | –        | 4,234 %   |
| votes contestés                    | 0          | –        | 0,000 %   |
| votes émis                         | 14.632.003 | –        | 100,000 % |
| source: ONPE                       |            |          |           |

Résultats du premier tour par district électoral :
- Ollanta Humala
- Alan García
- Lourdes Flores

Humala l'a emporté dans les régions andines, l'Amazonie et le sud du pays, Alan García a bénéficié du soutien des fiefs électoraux traditionnels de l'Alliance populaire révolutionnaire américaine dans les régions côtières du Nord et Lourdes Flores est arrivée première dans la région de la capitale Lima.
b) RESULTATS DE L'ELECTION DES MEMBRES DU CONGRES :
c) RESULTATS DES ELECTIONS SELON LA 'BARRERA ELECTORAL' (barriére électorale) :
Résultats officiels

### Second tour
Le second tour des élections a eu lieu le 4 juin 2006 pour l'élection du Président de la République entre les deux candidats les mieux placés au premier tour.
| Groupe politique        | Candidats       | Candidats                | Candidats                  | Résultats       | Résultats       | Résultats    | Carte                                                                           |
| ----------------------- | --------------- | ------------------------ | -------------------------- | --------------- | --------------- | ------------ | ------------------------------------------------------------------------------- |
| Groupe politique        | à la Présidence | à la 1re Vice-présidence | à la 2e Vice-présidence    | Votes en faveur | % votes valides | % votes émis | Résultat du second tour par district électoral : - Ollanta Humala - Alan García |
| Partido Aprista Peruano | Alan García     | Luis Giampietri Rojas    | Lourdes Mendoza del Solar  | 5 750 148       | 55,458 %        | 50,988 %     | Résultat du second tour par district électoral : - Ollanta Humala - Alan García |
| Union pour le Pérou     | Ollanta Humala  | Gonzalo García Núñez     | Carlos Alberto Torres Caro | 4 618 301       | 44,542 %        | 40,952 %     | Résultat du second tour par district électoral : - Ollanta Humala - Alan García |

### Répartition des sièges au Congrès
Les 120 sièges ont été attribués aux partis ou alliances ayant obtenu plus de 4 % des votes :
- UPP, 45
- Alliance populaire révolutionnaire américaine, 36
- Unité nationale, 17
- Alliance pour l'avenir, 13
- Front du centre, 5
- Pérou possible, 2
- Restauración Nacional, 2

Les partis Action populaire, Somos Perú, Perú Posible et Restauración Nacional qui disposent chacun d'un nombre limité de sièges se sont alliés pour former un groupe parlementaire au Congrès sous la bannière du Frente de Centro.
Après la défaite de Humala à l'élection présidentielle, des divergences sont apparues au sein de l'alliance Unión por el Perú et des congressistes nouvellement élus emmenés par Carlos Torres Caro (l'ancien avocat des frères Humala) ont fait défection.

### Observateurs
- (es) Page Officielle du Jurado Nacional de Elecciones (organisme réglementant les dispositions électorales
- (es) Elecciones "Usted Decide" 2006 – Page thématique du quotidien El Comercio
- (en) Peru Election 2006 – Département des Sciences politiques de l’Université de Colombie Britannique, Vancouver, Canada
- (es) Observatorio Electoral - Palestra, Portail thématique de l’université péruvienne PUCP

### Partis politiques
- (es) Fuerza Democrática (Alberto Borea)
- (es) Partido Popular Cristiano (Lourdes Flores)
- (es) Partido Aprista Peruano (Alan García)
- (es) Acción Popular (Valentín Paniagua)
- (es) Partido Nacionalista Peruano (Ollanta Humala)
- (es) Justicia Nacional (Jaime Salinas)
- (es) Concertación Descentralista (Susana Villarán)
- (es) Partido Socialista (Javier Diez Canseco)
- (es) Alianza por el Futuro (Martha Chávez)